# Prancer: A Christmas Tale
Prancer: A Christmas Tale es una película de drama, fantasía y familiar de 2022, dirigida por Phil Hawkins, escrita por Greg Taylor, musicalizada por Mark McKenzie, en la fotografía estuvo James Oldham y los protagonistas son James Cromwell, Darcey Ewart y Sarah-Jane Potts, entre otros. El filme fue realizado por Universal 1440 Entertainment, 1440 Productions UK y Raffaella Productions; se estrenó el 22 de noviembre de 2022.

## Sinopsis
Gloria tiene diez años, y junto a su abuelo, que quedó viudo recientemente, empiezan una amistad con un enigmático reno, esto ocurre cuando la familia se junta para pasar la Navidad. Bud piensa que Prancer puede ser mágico, pero su nieta teme que ese concepto lo envíe directo al asilo.